# ビンナガ
ビンナガ（鬢長、学名：Thunnus alalunga）は、スズキ目・サバ科に分類される魚の一種。全世界の熱帯・温帯海域に分布する小型のマグロで、缶詰などに用いられる重要な食用魚である。
「マグロ」をつけてビンナガマグロ、または「長」を音読みしビンチョウ、ビンチョウマグロとも呼ばれる。異名としてトンボマグロ、シビマグロ、他の地方名としてビナガ（宮城南部）、ビンチョ（宮城北部）、カンタロウ、カンタ（三重）、トンボ、トンボシビ（関西・高知）などもある。旨味が少ないマグロとされるが、適切な塩水処理を行えば、ねっとりとしたマグロの食感も得られ、美味である。
アメリカの日本人・日系人コミュニティーでは、英語名の「Albacore tuna」から「アバコ」とも呼ばれ、寿司ダネとしても親しまれている。

## 特徴

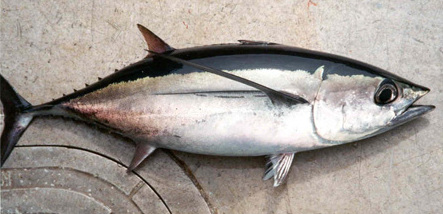
ビンナガ

成魚は全長140 cm・体重60 kgに達するが、マグロとしては小型種である。多く漁獲されるのは50-100 cmほどで、カツオと同じくらいの大きさである。
胸鰭が第二背鰭を超えるほど長い点で近縁種と区別でき、個体によっては背中側の第二小離鰭にまで達する。標準和名は正面から見た際に目立つ長い胸鰭を鬢（びん＝もみあげ）に見立てている。地方名「トンボ」も同様に、胸鰭をトンボの翅に見立てている。また、尾鰭が白く縁取られる点でも他種と区別できる。
全世界の熱帯・温帯海域に広く分布する。キハダやメバチがいない地中海にも生息する。日本では北海道以南で見られるが、日本海では稀である。北太平洋では「東西大回遊」を行うことが標識放流で明らかになっている。
海洋の表層・中層に生息する。好む水温は16-20℃で、キハダ・メバチより低温、クロマグロ・ミナミマグロより高温を好む。短時間ならば水温9.5℃まで耐えられる。赤道から緯度10度以内では水面近くを避け、中層に生息する。また、大型個体も水温14-25℃ほどの中層を好む。

## 利用
延縄、曳縄（トローリング）、一本釣りなどで漁獲される。漁獲量は1960年代から年間約20万t前後で推移している。
身は他のマグロと同様に赤身だが、色は白に近いピンク色で非常に柔らかい。フライ、唐揚げ、ソテーなどで食べられる他、鰹節と同様の「鮪節」（生利節）にも加工される。世界的にはキハダと共に缶詰の材料として重要で、その鶏肉にも似た食感からChicken of the Seaやシーチキンなどと名付けられ、欧米でも多量に消費されているほか、ペットフードの原料としての需要も大きい。
マグロの仲間としてはうま味に乏しく刺身などの生食にはあまり適さないが、寒冷地で漁獲された個体は脂が乗って美味であり、ビントロと称して回転寿司などに用いられる。
IUCNレッドリストではData Deficient（情報不足）として記載されている。また、種とは別に北大西洋の個体群が Vulnerable（絶滅危惧II類）、南大西洋の個体群が Critically Endangered（絶滅危惧IA類）に記載されており、特に絶滅が危惧されている。
ビンナガLOWER RISK - Near Threatened (IUCN Red List Ver. 2.3 (1994))

ビンナガ（北大西洋の個体群）VULNERABLE (IUCN Red List Ver. 2.3 (1994))

ビンナガ（南大西洋の個体群）CRITICALLY ENDANGERED (IUCN Red List Ver. 2.3 (1994))